# 查瑞拉歌劇
查瑞拉歌剧（Zarzuela）是一种在西班牙出现的歌剧形式，由乐器，口头（独唱，二重唱，乐队...)以及台詞组成。「查瑞拉歌剧」名字来源于位于马德里附近森林的查瑞拉王宫，在那里第一次了表演这种形式的戏剧。
它的历史比意大利歌剧还要久。他和意大利歌剧最大的区别在于主题的选择，具有重要的哲学层面的说教功能，比如说以灵魂作为主题。查瑞拉歌剧不是一个商业戏剧，通常由国王或贵族赞助演出（演出花費很贵）。演出地点通常选在大剧院或室外的空地。他收取观看费，但这些不是为了營利或是抵消戏剧開销。
一开始，「查瑞拉歌剧」的内容是以严肃的神话故事为主轴，演出者必须用歌唱和对话的方式穿插演出，所以又称为「查瑞拉说唱剧」。这种华丽的歌舞表演形式，成为当时皇宫内主要的娱乐活动。「查瑞拉歌剧」名称的由来是因为，在十七世纪西班牙皇室，贵族们是在「查瑞拉皇宫」(Palacio de la Zarzuela)内欣赏戏剧表演。十八世纪时，「查瑞拉歌剧」加入了轻鬆幽默的民间素材，因此成为西班牙当地雅俗共赏的音乐艺术。